# Фиктивное гашение
Фикти́вное гаше́ние, или гаше́ние по зака́зу (англ. cancelled-to-order, сокращённо CTO), — в общем случае под этим термином понимаются почтовые марки, легитимно погашенные штемпелем почтовой службы без их использования для прохождения почты. Обычно это происходит до или во время их поступления в продажу, в почтовом отделении или прямо в типографии.

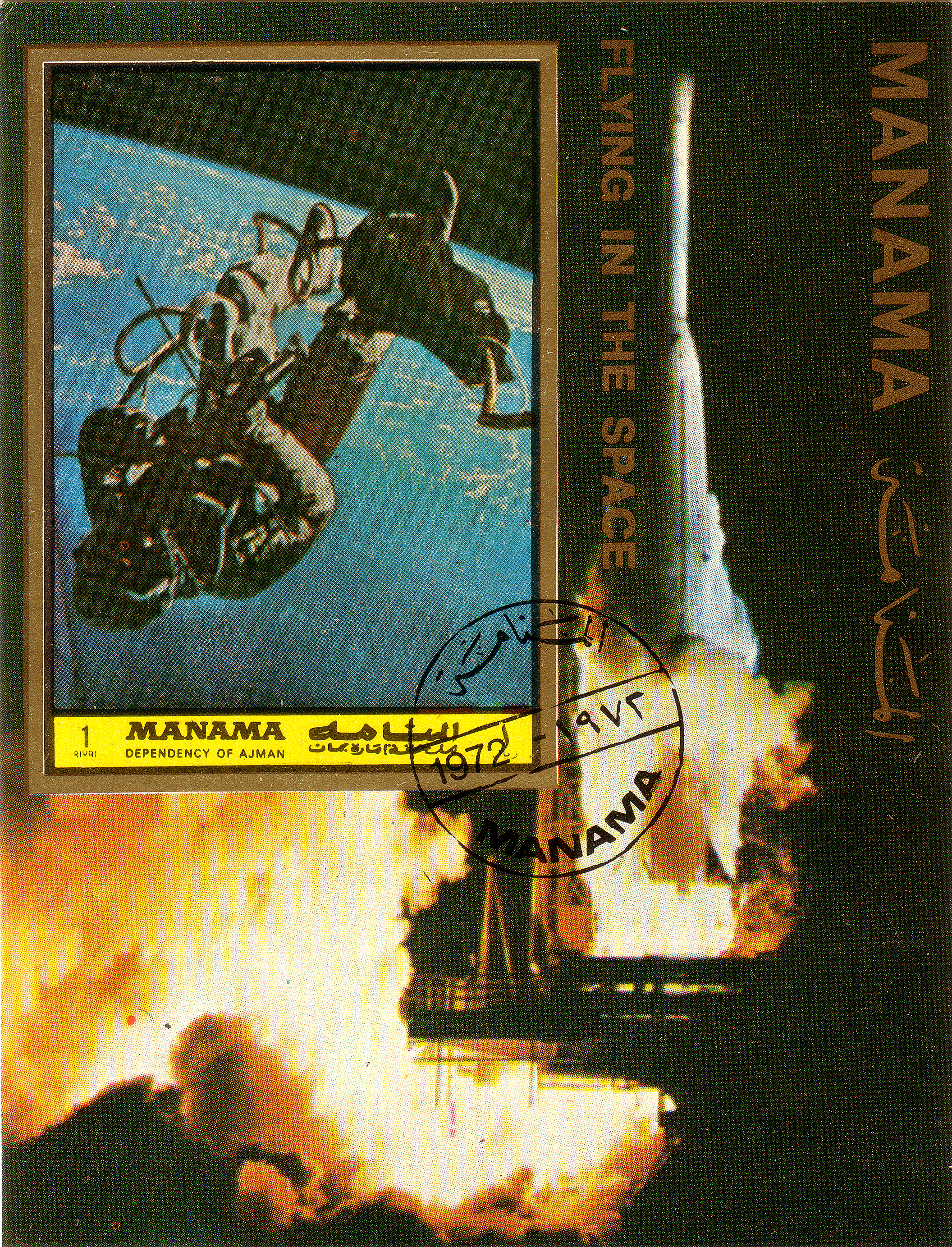
Фиктивно погашенный почтовый блок Манама (Аджман) (беззубцовый вариант, 1 риял, 1972)

## Причины появления
Как правило, коллекционирование чистых (негашёных) почтовых марок ныне сопряжено с достаточно ощутимыми финансовыми и временны́ми затратами филателиста даже при выборе им узкой темы своей коллекции, особенно если тема предполагает наличие большого количества старых марок: их всё труднее раздобыть в чистом виде и, особенно, полными сериями. Многие филателисты предпочитают собирать прошедшие почту почтовые марки.
Однако и собирание гашёных марок путём отделения с поверхности почтовых отправлений (конвертов, почтовых карточек, посылок, вырезок и проч.) может растянуться на многие десятилетия. Поэтому среди рядовых филателистов распространена практика приобретения «заполнителей места» (space filler) — марок в ненадлежащем состоянии, но гораздо более доступных и дешёвых. Последние приобретаются как временная альтернатива полноценным экземплярам.
На подобные марки тоже образуется спрос. И этот спрос не могут не чувствовать не только филателистические дилеры, но и почтовые администрации, заинтересованные в максимально возможных продажах. Кроме того, почтовая администрация может сделать и, как правило, делает так, чтобы гашение было лёгким и не слишком портило рисунок марки — что является для многих филателистов (кроме коллекционирующих именно штемпельные оттиски) дополнительным преимуществом. Также при «гашении по заказу» отсутствует риск физического повреждения филателистического материала при реальном прохождении почты.
Таким образом почта удовлетворяет запросы коллекционеров, предлагая им как новые, так и выводящиеся из обращения марки уже в гашёном виде. Ощутимый интерес почты при этом заключается и в том, что гашёная — любым путём — почтовая марка не предполагает оказания почтовых услуг, а значит при её продаже даже со значительной скидкой (дисконтом) почта не берёт на себя соответствующих обязательств.

## Статус

### Отношение филателистов
Весьма сложно определить границу, отделяющую безусловно легальный обоюдный интерес сторон от спекуляций на этом интересе и прямого мошенничества и обмана со стороны неподконтрольной филателистической общественности почты. Некоторые коллекционеры не считают марки с фиктивными гашениями настоящими почтовыми марками вообще, резонно полагая, что те были изготовлены изначально «стерильными», то есть по сути непочтовыми ярлыками, виньетками, а потому им не место в филателистической коллекции.
Однако их коллеги не менее резонно возражают: марки со CTO идентичны нормальным, а потому неразумно пренебрегать ими в тех случаях, когда приобретение полноценных экземпляров затруднено. Процесс постепенной замены филателистом элементов своей коллекции на более полноценные, качественные, интересные экземпляры постоянен и ничем не отличается от аналогичного процесса с марками CTO, — это один и тот же процесс, так что спор о степени (не)полноценности фиктивных гашений по сути схоластический.
И те, и другие не считают СТО-марки полноценными почтовыми марками. Часть филателистов не приобретает фиктивно погашенные марки для собственной коллекции. Остальные же расценвают СТО как удобный способ заполнения места, пока не найдётся полноценная почтовая марка.
Гашения по заказу были и остаются наиболее доступными для начинающих филателистов. И часто случается, что один и тот же филателист по мере обретения опыта, связей в филателистическом мире, расширения своих материальных возможностей меняет отношение к маркам с такими гашениями на всё более и более негативное.

### Международный статус
Так или иначе, выставочный регламент Международной федерации филателии (ФИП) не содержит формальных ограничений на экспонирование CTO на международных филателистических выставках. И большинство каталогов почтовых марок придерживается в этом вопросе разумного нейтралитета: они указывают на наличие подобных марок, относя их к отдельной, низшей, категории, а в тех случаях, когда тиражи подвергаются фиктивному гашению практически целиком, каталоги приводят их описания в сокращённом виде без иллюстраций либо исключают их из своих листингов вовсе.
Именно так произошло с «песчаными дюнами» (княжествами Аравии, позднее объединившимися в ОАЭ и Йемен), некоторыми марками Парагвая, Экваториальной Гвинеи и проч. В целом, активная практика массового выпуска почтовых марок с фиктивными гашениями, как правило, резко снижает филателистическую привлекательность и репутацию страны-эмитента. Большое число стран, ранее допускавшее гашения по заказу, ныне отказалось от этого (Франция, Люксембург и др.). В то же время ряд развивающихся государств по-прежнему полагает подобные эмиссии серьёзным подспорьем для своих бюджетов, а о репутации они заботятся много меньше.
Однако есть и случаи, нарушающие общее правило. Это касается, в частности, Финляндии, Португалии, Южной Африки, Швеции, Сингапура, Швейцарии, Австралии и др. — развитых стран, практикующих активную и массовую торговлю своими гашёными по заказу марками, что никак не сказывается на филателистическом престиже этих государств. Например, годовой набор фиктивно погашенных почтовых марок Австралии за любой год из последних обходится филателистам в сумму порядка AU$80.

## Виды

### Гашение из любезности

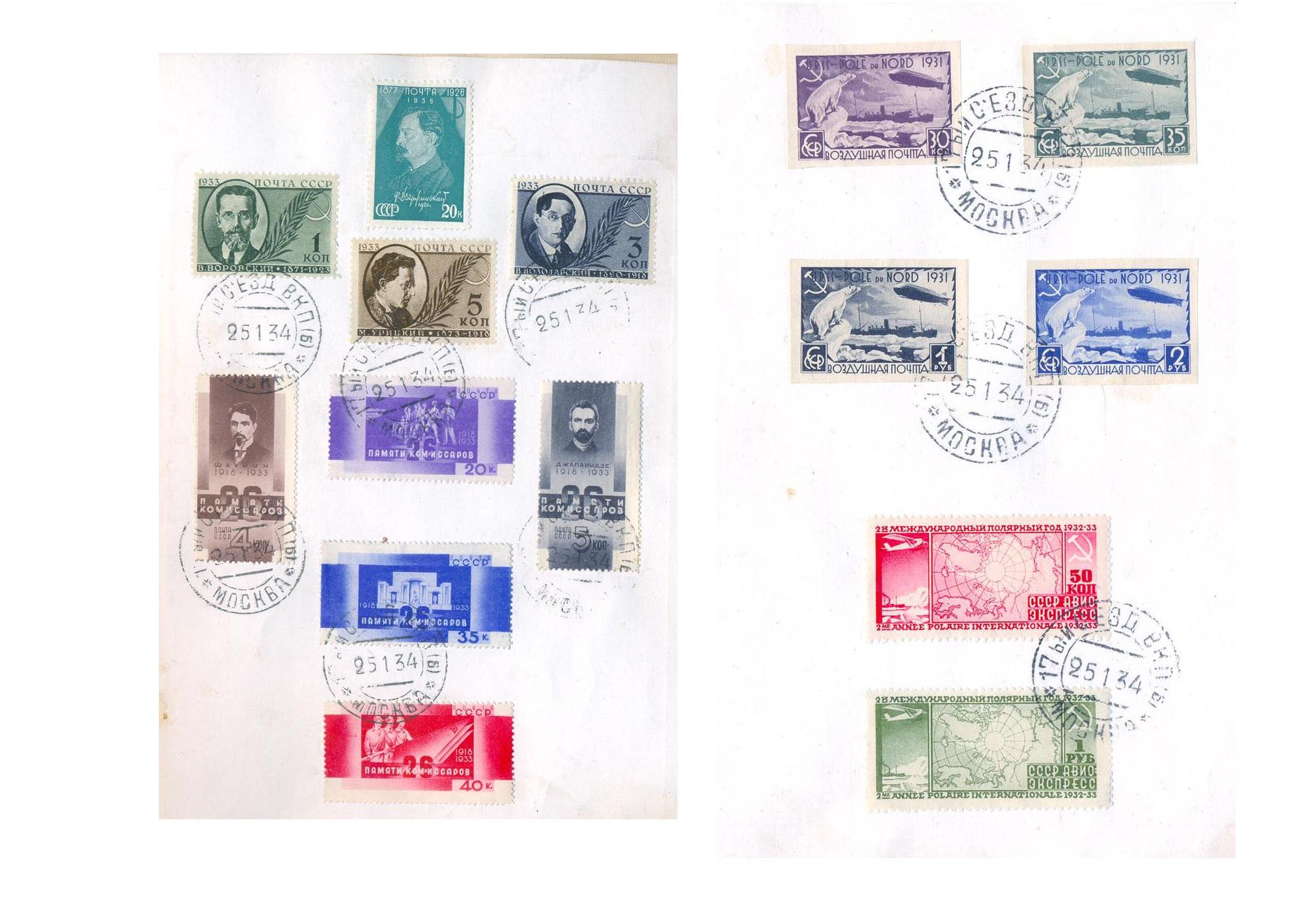
Листы из подарочного филателистического альбома «Делегату XVII съезда ВКП(б)» (СССР, 1934). Памятное спецгашение

В узком смысле «гашение по заказу» (называемое ещё «штемпелеванием из любезности» или «гашением одолжения», англ. favor cancel) предполагает неофициальное обращение филателиста к почтовым служащим с просьбой погасить штемпелем почтового отделения приобретённые им загодя (порой, в этом же отделении) почтовые марки. Последние могут быть наклеены на конверт, открытку, частную фотокарточку, в блокнот, просто на чистый лист бумаги. Сотрудник почты производит гашение и возвращает филателистический материал обратно коллекционеру. Александр Щёлоков в книге «Увлекательная филателия» вспоминает, как подобное происходило с его участием в 1970-е годы в СССР, Венгрии и Румынии:

Однажды, собираясь в путешествие по Волге, я приобрёл небольшую квадратную книжку для заметок, наклеил в неё почтовую марку с изображением Спасской башни Кремля и, зайдя на почту в день отъезда, попросил погасить её штемпелем. Встреча с почтовой работницей на московском почтамте прошла без затруднений. Марку мне погасили. […] Так и пошло. В каждом новом городе по туристическому водному маршруту мне гасили марки, которые в какой-то мере были связаны с историей посещаемых мест.
[…] Правда, в некоторых городах погасить марку оказывалось труднее. В любом почтовом окошечке марку мне продавали. Видели, как я её тут же вклеивал в свой блокнот, но едва произносилась просьба проштамповать марку почтовым штемпелем, улыбчивые лица почтовых девиц и дам становились суровыми и отношение ко мне сразу менялось. …Казалось бы, чем больше марок погасят филателисты, тем это выгоднее почте, но, оказывается, инструкцией эта операция не предусмотрена.
[…] Случайно придуманное занятие таило в себе немало интересного… появление на почте человека, особенно иностранца, который просил погасить ему марку, и не на письме, а в блокноте, часто становилось целым приключением. В Венгрии в городе Мохач, не зная, можно ли проштемпелевать марку чудаковатому русскому, женщина-оператор позвала почтмейстера. […] Венгрия страна филателистическая. Там и в городах, и в сёлах, имевших почту, никто ни разу не посмотрел на меня ни с подозрением, ни с удивлением… Совсем по-иному дело обернулось в Бухаресте. …Погасить вклеенную в мой блокнот румынскую марку с изображением румынского же поэта Михая Эминеску женщина-оператор наотрез отказалась. Она проявила высокую революционную бдительность и подозвала милиционера.
…В это время ко мне сзади подошел мужчина в штатском и на хорошем русском, не повышая голоса, сказал:
— Не задерживайтесь. Уходите.
Ещё не прочувствовав до конца опасности сложившейся ситуации, я подумал, что человек, знающий русский язык, поймёт меня и поможет. Однако доброжелатель не стал даже слушать. Он что-то сказал полицейскому, который сразу успокоился, а меня подтолкнул к выходу:
— Уходите. Быстро! Это в ваших интересах.
…Так и остался Бухарест белым пятном в моём филателистическом дневнике.

Действительно, сотрудничество между филателистом и почтовыми работниками происходит лишь по доброй воле обеих сторон. Оно разрешается почтовыми правилами некоторых стран, однако в других это либо не регламентировано, либо прямо запрещено, так как вводит в заблуждение, поскольку погашенный филателистический материал выглядит так, как будто он прошёл почту, хотя фактически этого не было.
Признаки подобного гашения:
- Оттиск обычного почтового штемпеля, как правило, календарного, содержащего все штатные элементы, включая название города, номер отделения и др.;
- Нахождение погашенной почтовой марки и оттиска штемпеля на материале, не предназначенном для прохождения почты;
- Нахождение погашенной почтовой марки и оттиска штемпеля на целых вещах, не содержащих обычные для данной страны и периода служебные пометки и ярлыки;
- Нахождение погашенной почтовой марки и оттиска штемпеля на целых вещах, не содержащих адреса, либо с некорректно написанным адресом, исключающим нормальное прохождение почты.

### Гашение остатков

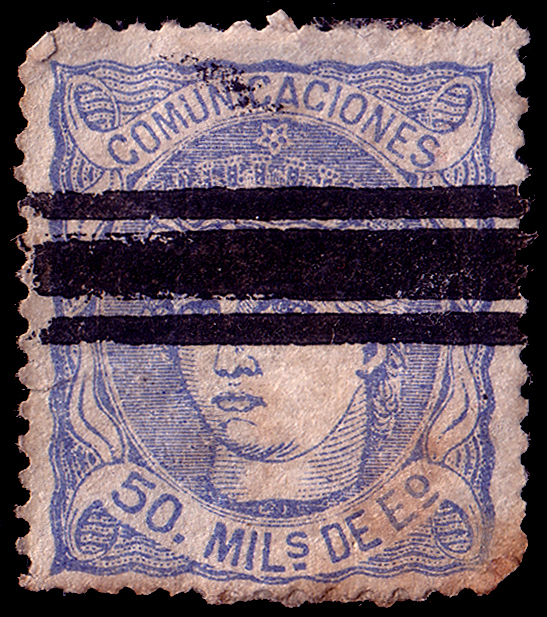
Фиктивное гашение марки Испании (1870)(Sc #166). Каталожная цена — ¢35. В негашёном виде — $10

Другим видом «гашения по заказу» (называемым ещё «штемпелеванием остатков»), особенно характерным для раннего этапа развития мировой филателии, является погашение нераспроданных остатков тиражей почтовых марок прежних выпусков, выводящихся, таким образом, из обращения. Цель подобной операции — извлечение дохода для почты с помощью последующей продажи погашенных марок коллекционерам, обычно по заметно более низким ценам, чем те, которые эти марки имели ранее.
Часто такое гашение по заказу производится специально изготовленными штемпелями или по специально обозначенным правилам, позволяющим на глаз отличить прошедшую подобное гашение марку от погашенной в ходе обычного прохождения почты. Именно так были в 1887 году погашены, например, выпущенные в 1862—1881 годах марки Швейцарии (оттиск содержал дополнительный текст «Вне обращения») или ранние марки Испании (три горизонтальных перечёркивающих марку линии).
Признаки подобного гашения:
- Как правило, марки гасятся особым образом, легко отличимым от гашений, обычных для данной страны и периода;
- Часто гашение производится уже в марочных листах, а значит такие марки сохраняют свой клеевой слой незатронутым (если последний изначально присутствовал);
- Поскольку марки гасятся в листах, на рынке легко обнаружить по низким ценам не только пары и квартблоки, но и достаточно большие части этих листов, содержащие по пять-шесть и более экземпляров, сцепленных в произвольном порядке.

### Собственно фиктивное гашение

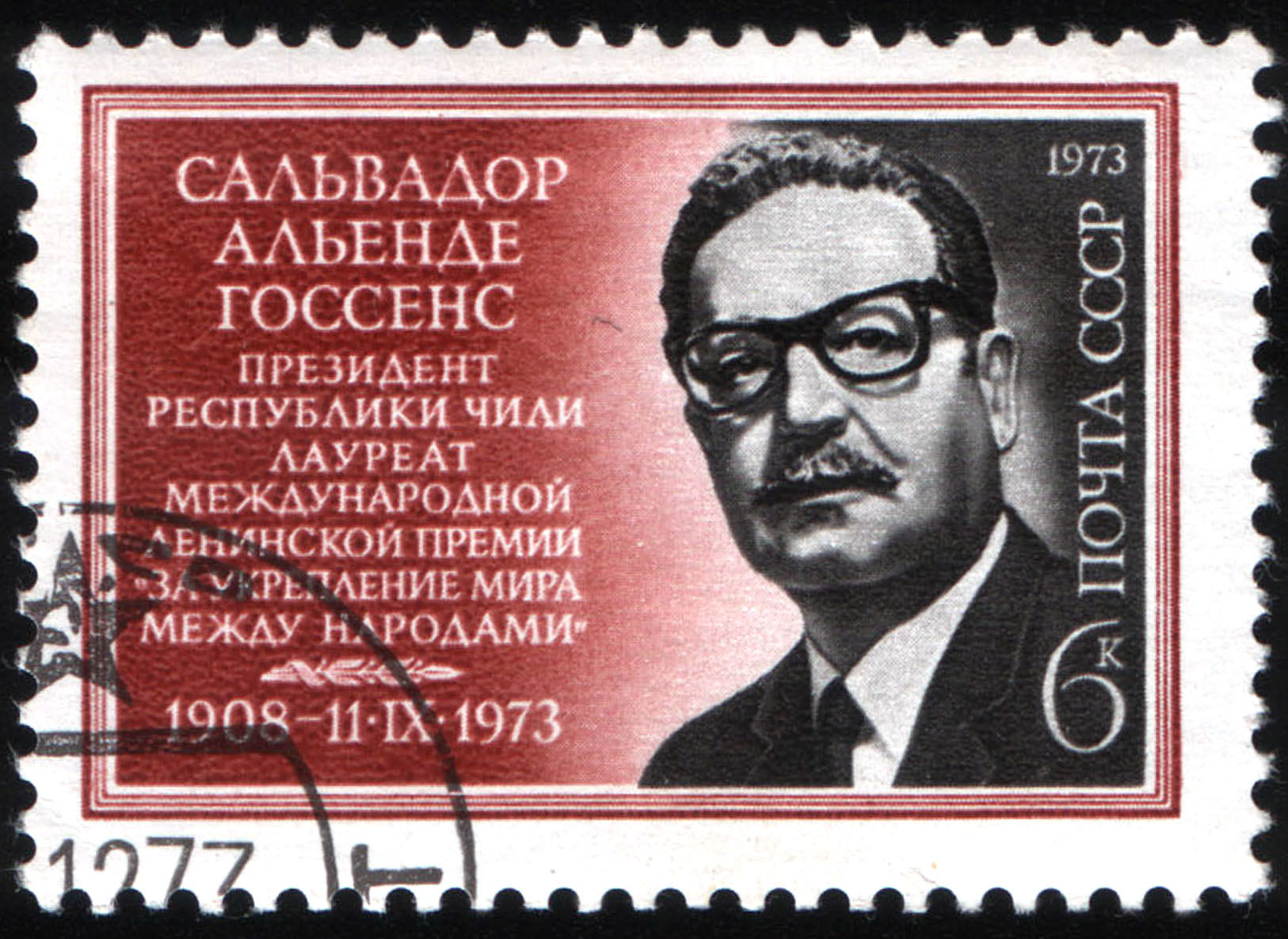
Фиктивное гашение почтовой марки СССР, посвящённой Сальвадору Альенде (1973)

Как правило, после преодоления определённых разумных лимитов почтовая администрация сталкивается с проблемой: для повышения объёмов продаж марки должны быть недорогими, но если их продавать ниже номинала, то отправляющие почту коммерческие организации получают возможность существенной экономии, пересылая свою почту через такую страну-эмитента марок, — в результате чего на почтовую систему этой страны может лечь непомерная нагрузка, способная повлечь дезорганизацию почтового сообщения и даже банкротство почты.
Для предотвращения подобных последствий почтовые администрации склонны прибегать к различным способам аннулирования распространяемых тиражей своих марок — то есть к снятию с себя соответствующих почтовых обязательств. Порой это делается путём запуска в продажу части марок в «недоделанном» виде (см. чернодрук), в изменённых цветах или с отличиями дизайна (скажем, с непропечатанным или зачёркнутым номиналом), надпечатывания заметной части тиража словами «Образец», «Репринт», «Факсимиле», иными подобными надпечатками, добавлениями того или иного слова к штатному рисунку марки, перфинами или даже пробоем. Самым распространённым, однако, способом, позволяющим полностью сохранить внешний вид и физическую поверхность почтовой марки и, в то же время, изъять её из почтового оборота, является фиктивное гашение.

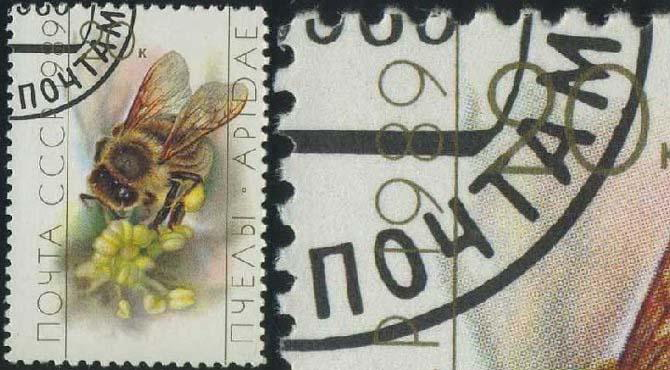
Почтовая марка СССР 1989 года. Справа — увеличенный фрагмент левого верхнего угла, на котором видно, что элементы рисунка нанесены поверх штемпеля: сначала был напечатан штемпель, а уже потом остальной текст

В узком смысле фиктивным гашением называются случаи, когда то или иное государство по соображениям максимализации выгоды для своей казны либо по идеологическим, пропагандистским или популяризаторским соображениям ставит штемпелевание в листах на поток. Почтовые эмиссии в таком государстве порой приобретают характер спекулятивных выпусков, а тиражи — гигантские масштабы, заведомо и многократно превышающие утилитарные почтовые потребности, так как предусматривается, что большая их часть будет распространяться погашенными по заказу (в данном случае «заказ» происходит от самой почты и/или государственных властей).
Признаки подобного гашения:
- Гашение выглядит неправдоподобно чётким и аккуратным, обычно в одном углу марки;
- Полностью сохранён в незатронутом виде клеевой слой марки, что невозможно при реальном прохождении ей почты;
- Иногда на оттиске штемпеля не указано название города, дата или иные обычные для данной страны и времени признаки;
- Многие страны, практикующие фиктивные гашения долгие годы, механизируют процесс и производят гашение типографским способом — что можно определить по неестественной центровке, когда на каждой марке остаётся ровно ¼ оттиска, а также по отсутствию следов давления штемпеля на обороте марки, что происходит в случае, когда «гашение» печатается наравне с самим рисунком марки офсетным способом;
- В ряде случаев (впрочем, редко) при гашении типографским способом оттиск штемпеля оказывается «под» краской. Особенно часто это происходит при многокрасочной печати и нанесении на марку золочёной или посеребрёной части рисунка: технологически выгоднее вначале напечатать все остальные краски, включая и «гашение». Подобные случаи характерны для марок социалистических стран 1960-х — 1980-х годов и для некоторых постколониальных эмитентов, в частности, для «песчаных дюн».

В отношении отдельных почтовых марок трудно с уверенностью определить, были ли они погашены фиктивно. Следует учитывать, что в некоторых странах (к примеру, Исландия, Люксембург, Черногория) в прошлом нераспроданные остатки почтовых марок официально гасились почтовым штемпелем после их изъятия из почтового обращения. А во многих странах принято гасить марки специальным штемпелем даже после истечения срока его действия. К примеру, в ГДР такой порядок действовал в отношении служебных марок и рекламных почтовых штемпелей, применявшихся менее двух месяцев.

### КПД и картмаксимумы

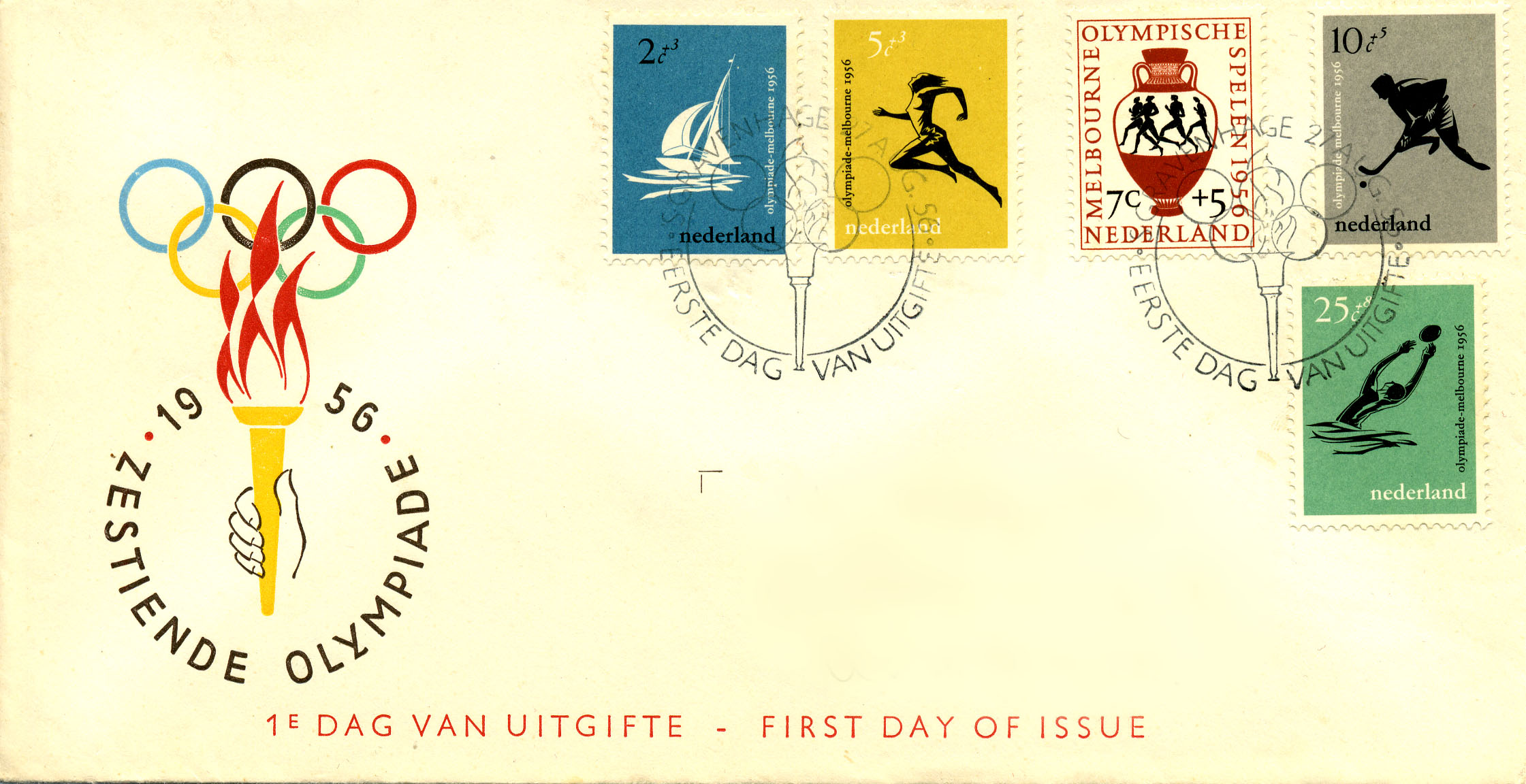
Конверт первого дня Нидерландов, посвящённый XVI летней Олимпиаде в Мельбурне и VII зимней в Кортина д’Ампеццо (1956)

Особыми видами фиктивного гашения (точнее, гашения из любезности), как правило, являются конверты первого дня (КПД) и картмаксимумы — в случае, если они не проходили реальной почты, однако официально погашены почтовым штемпелем, обычным либо специально изготовленным к дате выхода в свет. Часто КПД и картмаксимумы не содержат даже адреса.
Их коллекционирование представляет собой самостоятельные и весьма популярные отрасли филателии, чему посвящаются отдельные каталоги и исследования. Порой КПД и картмаксимумы в коллекционных целях получают гашения в течение некоторого срока (недели или больше) после фактического первого дня эмиссии. В этом случае говорят о штемпелевании задним числом.

### Тренировочные марки

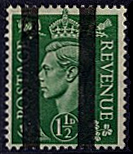
Великобритания: тренировочная марка

Особым случаем фиктивного гашения, как правило, считаются и аннулирующие надпечатки, превращающие марку в учебное и/или тренировочное пособие для обучения персонала почты. В 1930 году такие гашения, например, ввело почтовое ведомство Великобритании для сети школ обучения почтовых служащих (Post Office Training Schools). На марках, а также на других предметах, широко использовавшихся почтовым ведомством в то время, были сделаны различного рода гашения, превращающие их в так называемые псевдомарки или учебные марки.
Наиболее распространённым вариантом является гашение двумя вертикальными чёрными полосами. Гашения были призваны предотвратить хищения, поскольку в таком виде марки нельзя было использовать, а также решить проблему необходимости отчитываться за них в обычном порядке. Позже подобные марки стали надпечатываться «SCHOOL SPECIMEN» («Школьный образец») или «FOR TESTING PURPOSES ONLY» («Только для тестовых целей»). Аналогичные по функции марки изготавливаются во Франции и некоторых других странах.

## Не следует путать

### Предварительное гашение
При буквальном понимании термина «гашение по заказу» под некоторые его условия формально попадает и предварительное гашение (предгашение). Последнее также производится по заказу (какого-либо крупного оптовика, имеющего большие объёмы почтовой корреспонденции), массово, в марочных листах перед их продажей. Однако оно имеет принципиальное отличие от фиктивного гашения, так как погашенные подобным способом марки реально запускаются в почтовый оборот и проходят все стадии нормального почтового сообщения (за исключением, собственно, гашения штемпелем) — то есть оно нефиктивно. Поэтому предгашение не причисляется к «гашениям по заказу».

### Непочтовое гашение

Клубный конверт с непочтовым спецгашением Сталинского городского общества коллекционеров и обычным календарным почтовым штемпелем (1960)

Фиктивное гашение в любом случае легитимно производится почтой или с ведома и разрешения/по указанию почты. Этим оно отличается от непочтовых гашений — штемпельных оттисков различных государственных, общественных и частных организаций, не связанных с почтовой деятельностью. К непочтовым относят телеграфные, телефонные, фискальные, клубные, рекламно-коммерческие и проч. гашения. Филателистического интереса последние в общем случае не представляют, но иногда могут быть частью узкоспециализированных коллекций.

### Фальшивое гашение
Наличие на поверхности почтовой марки поддельного либо настоящего, но нелегитимно (то есть вне рамок соответствующей почты и времени) применённого почтового штемпеля позволяет говорить о её фальшивом гашении. Обычно последнее может производиться в ущерб филателистам из хулиганских побуждений либо из корысти, то есть для придания марке вида гашёной с целью коллекционной продажи по повышенной цене.
Такое может произойти в тех относительно нечастых случаях, когда марка в гашёном виде оценивается дороже негашёной. Это касается ранних марок отдалённых колоний, марок, находившихся в почтовом обращении очень короткое время, связанных с неожиданной сменой власти в той или иной стране, когда новое правительство выбрасывало на рынок переставшие быть необходимыми запасы почтовых марок прежнего режима, находившихся в недолгом обращении оккупационных выпусков, редких штемпелей, оттисков с определёнными датами и т. д.

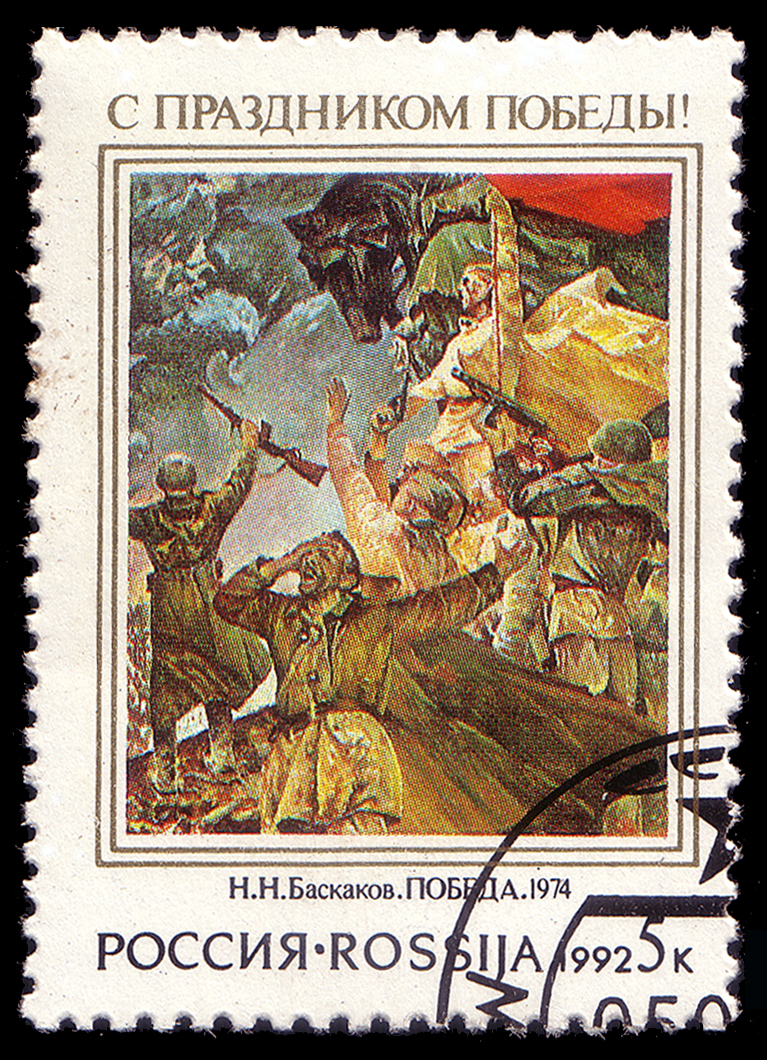
Марка России (1992) с фиктивным гашением СССР, сделанным до нанесения золотой рамки — через шесть месяцев после прекращения существования Союза

В ряде подобных случаев рыночная стоимость гашёных марок может превышать негашёные во много раз. Марки, испорченные фальшивыми гашениями, перестают быть объектами филателистического интереса. Фальшивое гашение не следует путать с фиктивным.

## Фиктивное гашение в России и СНГ
Положением о Государственных знаках почтовой оплаты и специальных почтовых штемпелях Российской Федерации от 26 мая 1994 года предписывается:

I. Знаки почтовой оплаты Российской Федерации
3.3. […] Издатцентру «Марка» разрешается изготавливать на предприятиях Гознака или самостоятельно часть тиражей знаков почтовой оплаты в гашёном виде.
II. Специальные почтовые штемпеля Российской Федерации
3.3. […] Допускается безадресное гашение и гашение на чистых листах бумаги.